# 早房長治
早房 長治（はやぶさ ながはる、1938年1月19日 - ）は、日本のジャーナリスト、政治経済評論家。

## 略歴
北海道生まれ。東京都立新宿高等学校を経て1961年東京大学教養学部卒業、朝日新聞社入社。1982年経済部次長を経て、論説委員、1985年編集委員、1998年朝日新聞社退職。地球市民ジャーナリスト工房を設立、代表。
株式会社チャンネルジェイの設立に参画。日本ネットジャーナリスト協会理事。

## 著書
- 『異議あり税制改革』朝日新聞社 1987
- 『国富みて民貧し 「真の豊かさ」への挑戦』徳間書店 1988
- 『税制こそ国家の背骨 歪んだ改革、民主国家の質を問う』徳間書店 1989
- 『「欧州合衆国」ができる日 東欧・EC統合への展望』徳間書店 1990
- 『「世界合衆国」への構想 米ソ没落後の日本の選択』徳間書店 1991
- 『アジアはこれからどうなるか 日本の将来を決めるアジアの衝撃』ダイヤモンド社 1994
- 『大蔵省改造計画 これは「霞が関改革」の始まりである』ダイヤモンド社 1996
- 『新しい国の形 政治と経済の形』ウェッジ 2000
- 『だれが粉飾決算をつくるのか』廣済堂出版 2001
- 『この国の処方箋』ウェッジ 2002
- 『恐竜の道を辿る労働組合』緑風出版 2004
- 『企業スキャンダルと監査法人 なぜ不祥事は続発するのか』彩流社 2006
- 『私は世界一素晴らしい第二の人生を送った 玉生道経画家に転身した元官僚』彩流社 2008
- 『現在窮乏、将来有望 評伝全日空を創った男美土路昌一』プレジデント社 2009
- 『監査法人を叱る男 トーマツ創業者・富田岩芳の経営思想』プレジデント社 2010
- 『村山龍平 新聞紙は以て江湖の輿論を載するものなり』ミネルヴァ書房・ミネルヴァ日本評伝選、2018

### 共著編
- 『「霞が関」がはばむ日本の改革 "豊かなくらし"行革案はどのようにして骨抜きにされたか』並河信乃共著 ダイヤモンド社 1993

## 論文
- <早房長治